# Fatou Fanny-Cissé
Fatou Fanny-Cissé, née Fatoumata Touré-Cissé en 1971 et morte le 22 décembre 2018, est une écrivaine, universitaire et éco-féministe ivoirienne.

## Biographie
Fatou Fanny-Cissé est née en Côte d'Ivoire en 1971, sous le nom d'état civil Fatoumata Touré-Cissé,.
Elle effectue ses études à l'Université Félix-Houphouët-Boigny où elle obtient une maîtrise en sciences de la communication, puis un doctorat en lettres modernes, avant de devenir enseignant-chercheur dans le même département de l'université. Elle a également travaillé pour les Nouvelles Editions Ivoiriennes, ainsi que pour le magazine Planète Jeunes.
Elle meurt le 22 décembre 2018 en Côté d'Ivoire des suites d'une maladie.

## Carrière littéraire
L'écrivaine entre dans le milieu littéraire en 2000, et écrit plus d'une douzaine de livres au cours de sa carrière, les plus connus étant : « Une femme, deux maris », « Maeva » et « Madame la présidente ». Elle publie à la fois des romans, des nouvelles, des œuvres sentimentales ou encore de la littérature jeunesse. Son dernier livre, De mère en fille, est publié à titre posthume en 2019.
La cause féminine est l'un des principaux thèmes de ses ouvrages, tel que cela peut se percevoir à la lecture des titres de ses livres.

## Publications
- Claire Mobio et Agence de la francophonie, La soufrière, Agence de la francophonie, 2001 (ISBN 978-2-86394-423-3, OCLC 48531337)
- Claire Mobio et Agence de la francophonie, La soufrière, Agence de la francophonie, 2001 (ISBN 2-86394-423-1, 978-2-86394-423-3 et 2-89428-543-4, OCLC 48531337)
- Fatou Fanny-Cissé, Une femme, deux maris, 2012 (ISBN 978-2-84487-527-3, OCLC 879361023)
- Fatou Fanny-Cissé, Je ne veux plus que mon mari sorte, 2013 (ISBN 978-2-916868-17-2, OCLC 879019184)
- Fatou Fanny-Cissé, Un mari en garde partagée, 2014 (ISBN 978-2-84487-557-0, OCLC 931649440)
- Fatou Fanny-Cissé, La sueur du cœur, 2015 (ISBN 978-2-916868-32-5, OCLC 925427242)[7]
- Fatou Fanny-Cissé, Madame la Présidente : roman, 2015 (ISBN 978-2-84487-708-6, OCLC 953823932)[8]
- Fatou Fanny-Cissé, De mère en fille : roman, 2019 (ISBN 978-2-84487-856-4 et 2-84487-856-3, OCLC 1137735638)

## Distinctions
- 2018 - Prix du meilleur écrivain 2017 de l’Association des Écrivains ivoiriens (AECI)
- 2018 - Prix d’Excellence Charles Bauza Donwahi 2018 avec Les nuages du passé et Maeva[9]
- 2017 - Prix ALA du meilleur livre de fiction, décerné à l’Université de Yala aux USA[2],[10],[11]